# (25171) 1998 SX66
A (25171) 1998 SX66 a Naprendszer kisbolygóövében található aszteroida. Eric Walter Elst fedezte fel 1998. szeptember 20-án.